# Wysox
Wysox Indijanci, jedna od skupina Munsee Indijanaca koja je živjela na jednoj manjoj pritoci rijeke Susquehanne na mjestu današnjeg Wysoxa, u okrugu Bradford u Pennsylvaniji. Prema izvjesnom Dayu (Penn., 137, 1843) imali su dvije krvave bitke na ušću Towanda creeka, s Indijancima koji su tamo živjeli, možda Nanticokama